# Jiro Saito
Jiro Saito (斎藤 次郎, Saitō Jirō, né le 15 janvier 1936 à Dalian) est le président et directeur général de la Japan Post Holdings.

## Biographie
Jiro Saito est né le 15 janvier 1936 à Dalian en Mandchourie. Son père travaillait pour le Département de la recherche ferroviaire en Mandchourie. Sa famille est rapatriée au Japon après la Seconde Guerre mondiale en 1948. Il suit sa scolarité au Seijo Junior High School à Shinjuku (arrondissement de Tokyo) jusqu'en 1951, puis au lycée Shinjuku Tokyo Metropolitan jusqu'en 1954. Il sort diplômé en droit de l'Université de Tokyo en mars 1959.

## Carrière
En avril 1959, il rentre au Ministère des Finances au Bureau des affaires générales. Jiro Saito travaille de nombreuses années au ministère des Finances japonais comme responsable de l'administration. Il est vice-ministre administratif des finances du 25 juin 1993 au 26 mai 1995.
En mai 2000, il devient président du Tokyo Financial Exchange.
Le 21 octobre 2009, Il succède à Yoshifumi Nishikawa comme PDG de la Japan Post Holdings.
Il prend sa retraite le 19 décembre 2012, remplacé à la tête de la Japan Post Holdings par Taizo Nishimuro.